# Saint-Moré
Saint-Moré település Franciaországban, Yonne megyében. Lakosainak száma 177 fő (2022. január 1.). Saint-Moré Arcy-sur-Cure, Blannay, Précy-le-Sec és Voutenay-sur-Cure községekkel határos.

## Népesség
A település népessége az elmúlt években az alábbi módon változott:
| Lakosok száma | 180  | 175  | 185  | 178  | 180  | 178  | 178  | 177  | 177  |
|               | 2013 | 2015 | 2016 | 2017 | 2018 | 2019 | 2020 | 2021 | 2022 |